# 수전 프런치어

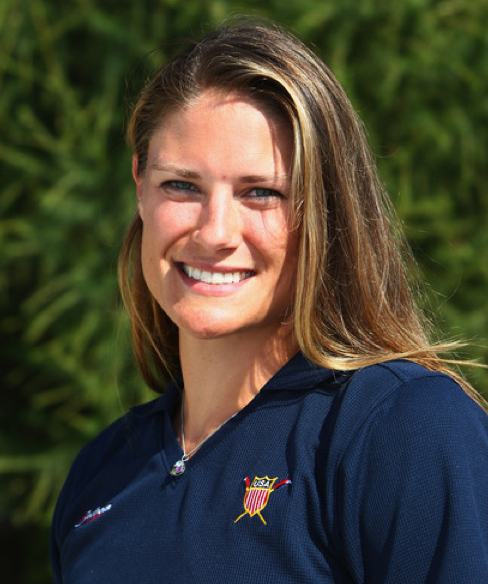

수전 프런치어(Zsuzsanna "Susan" Francia, 헝가리어: Francia Zsuzsanna 프런치어 주전너[*], 1982년 11월 8일 ~ )는 헝가리계 미국인 조정 선수다. 헝가리 세게드에서 태어나 펜실베이니아주 애빙턴에서 자랐다. 헝가리의 생화학자 커털린 커리코의 딸이다.
2008년 베이징 올림픽과 2012년 런던 올림픽에서 여자 에이트 종목에 참가, 금메달을 획득했다.